# 俄勒岡州第五國會選區
俄勒岡州第五國會選區（英語：Oregon's 5th congressional district）是美国俄勒冈州一個國會選區，包括林肯縣、波爾克縣、馬里昂縣和蒂拉穆克縣的全部，克拉克默斯縣、本頓縣和姆爾特諾默縣的一部分。波特蘭的南部屬於本選區。
目前該區的眾議員為共和黨籍的洛瑞·查維茲-德雷默。